# PZL I-22 Iryda
PZL I-22 Iryda, PZL M93 Iryda, PZL M96 Iryda, là một loạt các mẫu máy bay ném bom huấn luyện phản lực quân sự của Ba Lan.

## Quốc gia sử dụng
Ba Lan
- Không quân Ba Lan. 8 chiếc (1992-1996)

## Tính năng kỹ chiến thuật (M93K)

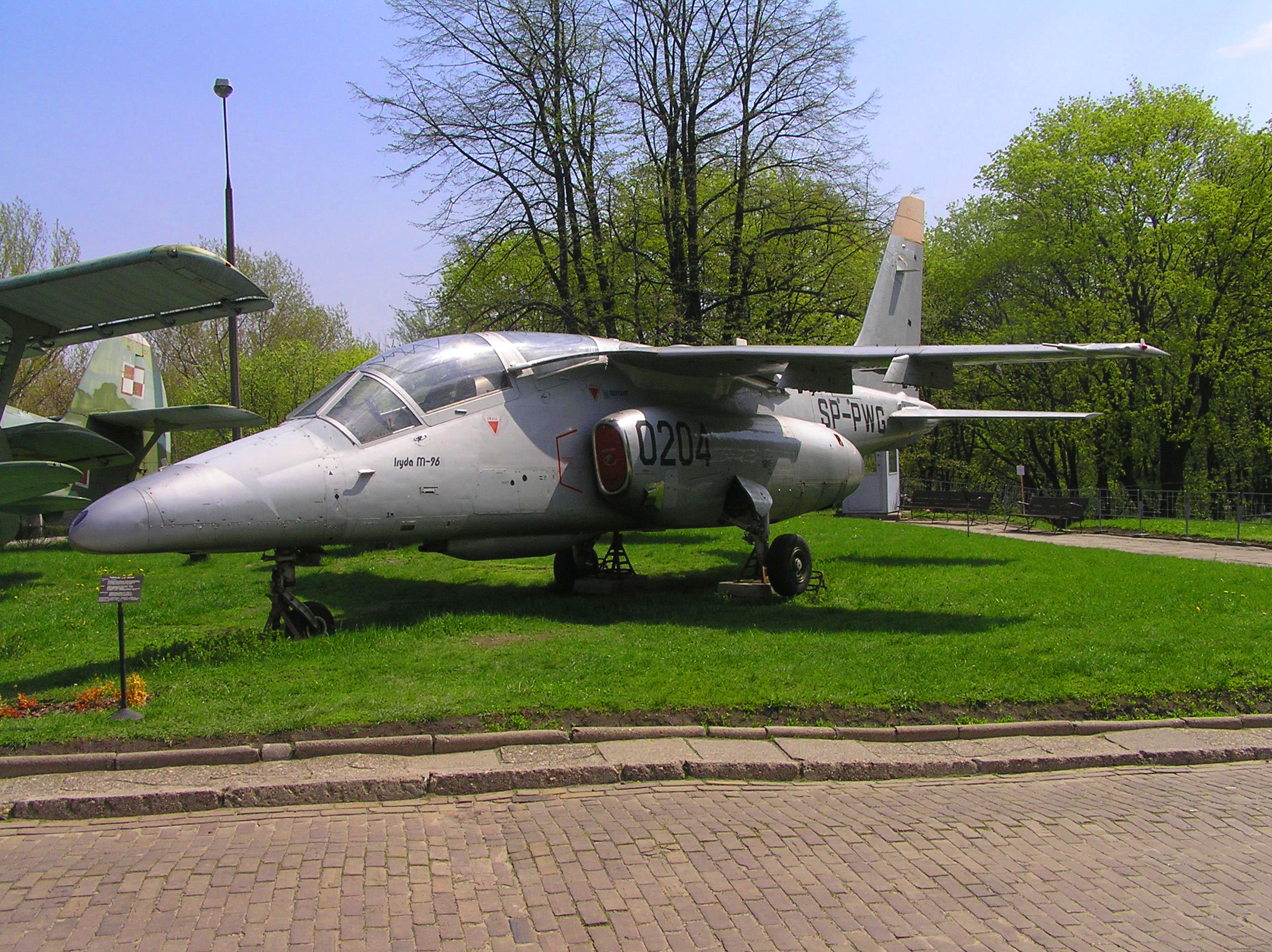
PZL I-22 Iryda

Dữ liệu lấy từ Instytut Lotnictwa 
Đặc điểm tổng quát
- Tổ lái: 2
- Chiều dài: 13,22 m (43,36 ft)
- Sải cánh: 9,60 m (31,49 ft)
- Chiều cao: 4,30 m (14,10 ft)
- Diện tích cánh: 19,92 m² (214,31 ft²)
- Trọng lượng rỗng: 4.600 kg (10.143 lb)
- Trọng lượng có tải: 6.650 kg (14.663 lb)
- Trọng tải có ích: 1.800 kg (3.969 lb)
- Trọng lượng cất cánh tối đa: 7.500 kg (16537,5 lb)
- Động cơ: 2 × PZL K-15 kiểu turbojet, 14,7 kN (3307,5 lbf) mỗi chiếc

 Hiệu suất bay 
- Vận tốc cực đại: Mach 0,82 (584 mph) 940 km/h trên độ cao 5.000 m (16.400 ft)
- Tầm bay: 1.200 km (746 dặm)
- Trần bay: 13.700 m (44.936 feet)
- Vận tốc leo cao: 41 m/s (134,5 ft/s)
- Lực đẩy/trọng lượng: 0,4